# 五府千歲

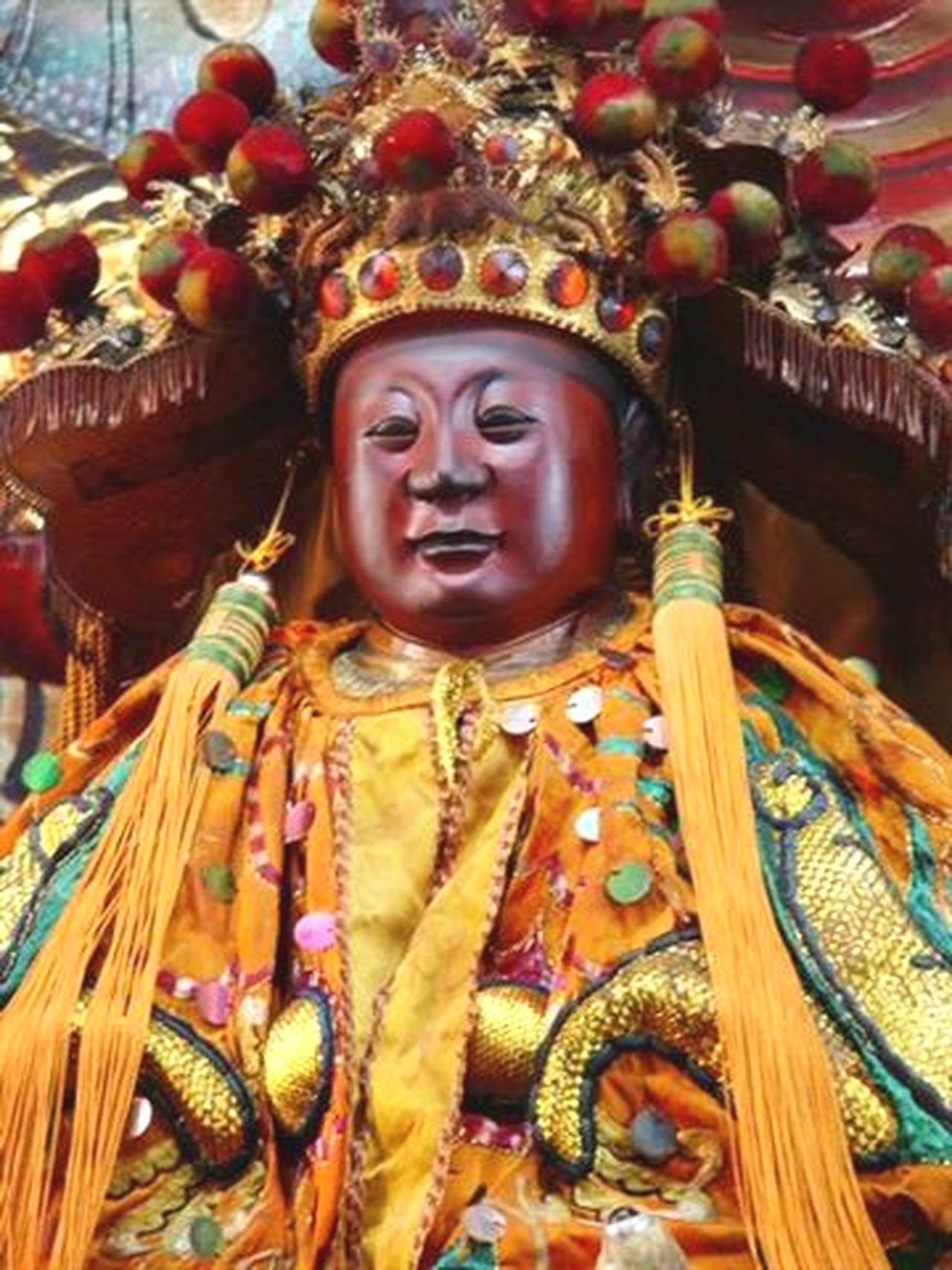
吳府千歲聖像

五府千歲是王爺千歲信仰以五位姓氏的組合。

## 信仰系統
五府千歲有多種組合，例如:
- 「李、池、吳、朱、范」:臺灣最常見的五府千歲組合，多數五府千歲皆是此組合，相傳其名諱為李大亮、池夢彪、吳孝寬、朱叔裕、范承業。代表性廟宇有臺南市南鯤鯓代天府、麻豆代天府、海埔池王府、南廠保安宮、南廍福安宮、台南安南區什三佃慶興宮、臺中市大雅朝順宮 、臺北市萬華區代天府北行宮、馬祖北竿水部尚書公府等。
- 「朱、雷、殷、金、蕭」:臺南市佳里金唐殿。
- 「張、李、雷、許、南」:分別為張巡、李翰、雷萬春、許遠、南霽雲，乃雙忠信仰的延伸。
- 「朱、岳、紀、金、伍」:臺南市北門區蚵寮保安宮，該廟主祀五府千歲及深山尉池府千歲。
- 「池、邢、馬、金、何」:臺南市米街廣安宮所奉祀。
- 「池、溫、范、朱、李」:高雄市岡山區新後協協和宮。
- 「范、池、朱、李、溫」:臺南市善化區胡厝寮代天府，該廟主祀五府千歲、關聖帝君及吳府三千歲。
- 「李、溫、吳、田、侯」：高雄市鳳山區鳳山代天府，主祀五府千歲，二樓天公殿：玉皇大帝、三官大帝、南斗星君、北斗星君、護法天王、齊天大聖、觀音菩薩、地藏王菩薩、羅漢殿十八羅漢。
- 「池、李、朱、蘇、施」:高雄市楠梓區中埔代天府。
- 「朱、溫、萬、李、池」:高雄市梓官區蚵仔寮竹圍仔內民安宮。
- 「紀、范、雷、白、伍」:高雄市鹽埕區沙多宮。
- 「謝、周、陳、康、沈」：高雄市苓雅區清溪宮。
- 「蘇、邱、梁、秦、蔡」：金門縣新頭伍德宮、臺北艋舺金門館、苗栗縣後龍鎮東明里呂厝伍德宮。
- 「朱、李、池、抄、吳」：雲林縣台西鄉崙豐進安府，該廟為全台抄府千歲開基祖廟。台灣寺廟藝術館亦設於此廟。
- 「朱、李、池、抄、吳、范」：屏東縣里港鄉代天府
- 「金、衡、溫、池、紀」：台中市梧棲區草湳龍安宮